# 賈金斯鎮區 (北卡羅萊納州沃倫縣)
賈金斯鎮區（英語：Judkins Township）是位於美國北卡羅萊納州沃倫縣的一個鎮區。

## 地方資料
賈金斯鎮區的面積為141.67平方千米，皆為陸地。根據2020年美國人口普查的數據，當地共有人口712人，而人口密度為每平方千米5.03人。